# ASK Salzburg
Der Arbeiter Sportklub Salzburg ist ein Sportverein aus dem Stadtteil Maxglan der Landeshauptstadt Salzburg in Österreich und führt die Sektionen Fußball, Tennis, Judo, Ski, Tischtennis und Fitness. In der Saison 2009/2010 wurde eine Spielgemeinschaft mit dem PSV Salzburg eingegangen. Die beiden Vereine treten unter dem Namen SG ASK-PSV auf.

## Vereinsgeschichte
Der ASK Salzburg wurde im Jahr 1922 durch den Zusammenschluss der Jugendfußballmannschaften Germania Maxglan und Vorwärts Maxglan gegründet. Der neue Verein wurde unter dem Namen Sportklub Vorwärts Maxglan behördlich angemeldet und nahm die heute noch gültigen Klubfarben Blau und Weiß an.

## Männerfußball

### Geschichte
Gründung als SK Vorwärts Maxglan
In den folgenden Jahren spielten die Maxglaner in der Salzburger 2. Klasse und stiegen nach Erreichen des Meistertitels in der Saison 1925/26 in die 1. Klasse auf. Maxglan war bis zur Eingliederung in die Stadt Salzburg im Jahr 1935 die, nach der Landeshauptstadt, einwohnerstärkste Gemeinde des Bundeslandes, und wurde vor allem durch den Arbeiterstand geprägt. So verwunderte es nicht, dass der SK Vorwärts sich 1926 dem eben erst ins Leben gerufenen Verband des Arbeiterfußballs in Österreich (VAFÖ) anschloss, und damit auf den Aufstieg in die Salzburger 1. Klasse verzichtete.
Im Jahr 1934 fusionierte der SK Vorwärts Maxglan mit dem 1923 gegründeten Turnverein ATSV Maxglan. Die Zeit der Gemeinsamkeit war jedoch nur von kurzer Dauer, da noch im selben Jahr die organisierte Arbeiterschaft verboten, und die Auflösung ihrer Vereine, im gesamten Bundesgebiet, befohlen wurde. Vorwärts Maxglan schloss sich nach der Auflösung des Arbeitersportverbandes im Frühjahr 1934 als Sektion Maxglan an den noch jungen SV Austria Salzburg an, und nahm als dessen Reservemannschaft an der Meisterschaft der B-Mannschaften teil.
Auch dieser Anschluss war nur von kurzer Dauer, doch gelang es dem SK Vorwärts Maxglan teilweise unter falschem Namen, teilweise nach kurzfristigem Erreichen der früheren Selbstständigkeit, weiterhin lebendiges Vereinsleben und aktiven Sportbetrieb auf die Beine zu stellen. In der Saison 1937/38 spielte der Klub als TSV Maxglan zum ersten Mal in der Salzburger 1. Klasse. Nach dem Anschluss Österreichs an das Deutsche Reich im Jahr 1938 kam für den Verein jedoch das endgültige Aus. Der SK Vorwärts Maxglan wurde erneut verboten und behördlich aufgelöst. Sämtlicher Vereinsbesitz wurde beschlagnahmt, ehrenamtliche Funktionäre entweder zum Militärdienst eingezogen oder, sofern sie sich politisch betätigt hatten, inhaftiert und in weiterer Folge in eines der Konzentrationslager deportiert.
Wiedergründung als ATSV Maxglan
Nach dem Krieg wurde, noch im Jahr 1945, der Turnverein ATSV Maxglan wiedergegründet. Bestrebungen, auch den SK Vorwärts wieder ins Leben zu rufen wurden fallen gelassen. Stattdessen beschloss man innerhalb des Arbeiter-Turn- und Sportvereins die Gründung einer Fußballsektion, als deren Vorgänger der Sportklub Vorwärts angesehen wurde.
Im Jahr 1947 wurde die Ski-Sektion gegründet und ein eigener Sport- und Fußballplatz, an der Ecke Innsbrucker Bundesstraße/Karolingerstraße, gebaut. 1950 wurde der ATSV Maxglan um die Sektionen Judo und Tischtennis erweitert und gilt seitdem als echter Allroundsportverein. Die weiteren Sektion kamen 1968 (Fitness) und 1976 (Tennis) hinzu.
Die Fußballer des ATSV stiegen in der Saison 1945/46 in die sogenannte Aufstiegsklasse ein und erreichten mit dem zweiten Rang den Aufstieg in die Landesklasse, damals die höchste Spielklasse im Salzburger Fußball. In den beiden folgenden Spieljahren belegte der ATSV Maxglan jeweils den letzten Rang und musste 1949 wieder in der 1. Klasse (2. Spielstufe Salzburg) antreten. Auch aus dieser Klasse folgte umgehend der Abstieg, und damit spielten die Maxglaner bis 1951 in der österreichweit viertklassigen 2. Klasse A.
Umbenennung in ASK Salzburg
Nachdem die Gemeinde Maxglan mit Wirksamkeit vom 1. Juli 1935 nach Salzburg eingemeindet wurde, beschlossen 1951 die Funktionäre des ATSV Maxglan, diesem Umstand endlich auch mit der Namensänderung zum Arbeiter-Sportklub Salzburg Rechnung zu tragen.
Sportlich ging es mit dem ASK Salzburg in den darauf folgenden Jahren stetig bergauf. 1954 feierten die Salzburger den Meistertitel in der 2. Klasse A und stiegen in die 1. Landesklasse (später Landesklasse Nord) auf. Mit dem Meistertitel der Landesklasse Nord im Jahr 1958 konnte der Verein erstmals den Aufstieg in die zweithöchste Spielklasse Österreichs erreichen. Nach zwei Jahren in der Tauernliga Nord, und einem in der 1961 eingeführten Regionalliga West, traten die Salzburg jedoch wieder den Weg in die Drittklassigkeit an.
In den 1970er Jahren wurde der erneute Aufstieg in die mittlerweile eingerichtete 2. Division der Bundesliga mehrmals nur äußerst knapp verfehlt, belegte man doch hinter starken Klubs wie dem Salzburger AK 1914 oder dem 1. Halleiner SK nur den zweiten Rang. 1977 qualifizierte sich der ASK Salzburg als Meister der Salzburger Liga für die Aufstiegsspiele gegen Lustenau. Nach einem 0:1 und einem 1:0 wurde er der Aufstieg nach einem 3:2 im Elfmeterschießen knapp erreicht. Die Spielstärke der Konkurrenten in der 2. Bundesliga war den Fußballern des ASK dann aber doch zu überlegen, und so musste der Klub umgehend wieder in die Regionalliga (damals Alpenliga genannt) absteigen. 1981 konnte die Regionalliga knapp vor dem SC Schwaz und der WSG Wattens gewonnen werden, und der ASK Salzburg feierte seinen bis heute letzten Aufstieg in die zweite Spielklasse. Dort belegte der Maxglaner Verein nur die Ränge 13, 12 und 13, sorgte in den Derbys gegen den Salzburger AK 1914 und dem FC Zell am See allerdings für Spannung im Salzburger Fußball. In der Saison 1984/85 verpassten die Salzburger den Wiederaufstieg nur einen Punkt hinter der IG Bregenz/Dornbirn. In den Jahren danach musste der Arbeiter-Sportklub den Abstieg in die Bedeutungslosigkeit hinnehmen. In der Saison (2005/06) spielten die Maxglaner in der vierthöchsten Spielklasse Österreichs, der 1. Landesliga.
Spielgemeinschaft mit PSV Salzburg
In der Saison 2009/2010 wurde in der Sektion Fußball eine Spielgemeinschaft mit dem PSV Salzburg eingegangen. Die beiden Vereine treten unter dem Namen SG ASK-PSV auf.
Konkurs und Streit um die Sportanlage
Im Zuge der Errichtung der neuen Sportanlage West hatten sich im Laufe der Jahre Zahlungsverbindlichkeiten angehäuft, die nicht mehr zu begleichen waren. Seit Mai 2006 befindet sich der Verein offiziell in Konkurs. Die Anlage hatte noch vor der Konkurseröffnung der Dachverband ASKÖ übernommen. Als der ASK ein Jahr später den Erwerb der Anlage durch die ASKÖ gerichtlich anfechten wollte, wurde er vom Dachverband ausgeschlossen und von der Anlage verwiesen. Als neues Mitglied des Dachverbandes ASVÖ spielte man danach zunächst vorübergehend auf der Anlage des ASVÖ SK Liefering auf der Sportanlage Salzachseen und seit der Winterpause auf der Anlage des PSV Salzburg in Salzburg Süd.

### Spielklassen
- bis 1926: Salzburger 2. Klasse (R2) als SK Vorwärts Maxglan
- 1938: 1. Salzburger Klasse (R1) als TSV Maxglan
- 1939–1945: kein Spielbetrieb
- 1946: Aufstiegsklasse (R2)
- 1947–1948: Landesklasse (R1)
- 1949: 1. Klasse (R2)
- 1950–1951: 2. Klasse A (4)
- 1952: 2. Klasse A (4)
- 1953–1955: (1.) Landesklasse (3)
- 1956–1958: Landesklasse Nord (3)
- 1959–1960: Tauernliga Nord (2)
- 1961: Regionalliga West (2)
- 1962–1969: Salzburger Landesliga (3)
- 1970: 1. Klasse Nord (4)
- 1971–1974: Salzburger Landesliga (3)
- 1975–1977: Salzburger Liga (3)
- 1978: Bundesliga – 2. Division
- 1979: Alpenliga (Regionalliga) (3)
- 1981: Regionalliga West (3)
- 1982–1984: Bundesliga – 2. Division
- 1985–1989: Regionalliga West (3)
- 1990–1992: Salzburger 1. Landesliga (4)
- 1993: Salzburger 1. Landesliga (5)
- 1994: Salzburger Liga (4)
- 1996: Salzburger 1. Landesliga (5)
- 1997–1998: Salzburger 1. Landesliga (4)
- 1999–2001: Salzburger 2. Landesliga Nord (5)
- 2002–2010: Salzburger 1. Landesliga (4)
- 2011–2012: Salzburger Liga (4)
- 2013–2015: Salzburger 1. Landesliga (5)
- 2016–2017: Salzburger 2. Landesliga Nord (6)
- seit 2018: Salzburger 1. Klasse Nord (7)

Die Zahl in der Klammer gibt jeweils die Spielklasse an.

### Titel und Erfolge
- 7 Teilnahmen 2. Spielstufe:

1978, 1982, 1983, 1984 (Bundesliga – 2. Division),
1959, 1960 (Tauernliga Nord),
1961 (Regionalliga West)
- Salzburger Landesmeister: 1977, 1981, 1985
- Meister Landesklasse Nord (3): 1958
- Meister Salzburger Liga (3): 1977
- Meister Regionalliga West (3): 1981
- Meister 2. Klasse A (4): 1952
- Meister 1. Klasse Nord (4): 1970
- Meister 1. Landesliga (5): 1993
- Meister 2. Landesliga Nord (5): 2001

## Frauenfußball

### Geschichte
Bis 2005 führte der ASK Salzburg auch eine Frauenfußballsektion, die im Sommer 2000 durch den Übertritt des Frauenteams des PSV Schwarz-Weiß Salzburg gegründet wurde. Im Spieljahr 2000/01 stieg sie erstmals in die Meisterschaft der 2. Division Mitte der Frauenbundesliga ein und belegte danach zumeist einen Platz im Mittelfeld. Den größten Erfolg in dieser Spielklasse feierten die Salzburgerinnen in der Saison 2003/04 mit dem Erreichen des zweiten Ranges, nur aufgrund der schlechteren Tordifferenz als der Meister SV Garsten.
Nachdem der ASK Salzburg durch den Bau einer Sportanlage in schwere finanzielle Turbulenzen geriet, und mit einem Konkurs mitsamt der Auflösung des Vereins bis Ende 2006 gerechnet wurde, wurde im Jahr 2005 vorausblickend die gesamte Jugend- und Damenabteilung aus dem Stammverein ausgegliedert, und in den dafür neugegründeten Zweigverein ASK Maxglan integriert (wobei das „ASK“ hier für „Amateur Sportklub“ steht). Nach 2005 trat die Damenmannschaft daher unter dem Namen ASK Maxglan in der Meisterschaft an. Mit Ende der Saison 2007/08 wechselten die Damenmannschaft zum Heeres SV Wals über.

### Titel und Erfolge
- 2. Platz der 2. Division Mitte (2): 2004

## Sportanlagen
- bis 1999: alter ASK Platz
- 1999–2007: Sportanlage West
- 2007–2008: Sportanlage Salzachseen
- seit 2009: PSV Platz